# 2666 (Roman)
2666 ist der Titel des letzten, 2004 postum veröffentlichten Romans des 2003 nach vielen Jahren der Krankheit verstorbenen chilenischen Schriftstellers Roberto Bolaño. Zentrum der labyrinthartigen Handlungen, und Zielpunkt der zufälligen Reisen der Protagonisten (Teile 1–3), ist Santa Teresa, eine fiktive Stadt in Nordmexiko, in der von den 1990er Jahren an bis in die Roman-Gegenwart unter mysteriösen Umständen viele Frauen ermordet wurden (Teil 4). Die deutsche Übersetzung von Christian Hansen erschien am 7. September 2009.

## Handlung
Das Werk besteht aus fünf Teilen, die in sich jeweils abgeschlossen, aber personell und thematisch lose miteinander verwoben sind und sich zunehmend auf die Kriminalfälle konzentrieren.

### Der Teil der Kritiker
Vier Literaturwissenschaftler, der Franzose Jean-Claude Pelletier, der Spanier Manuel Espinoza, der Italiener Piero Morini und die Engländerin Liz Norton, erforschen in den 1990er Jahren die Romane des wenig bekannten deutschen Schriftstellers Hans Reiter, der unter dem Pseudonym Benno von Archimboldi veröffentlicht und den sie für den bedeutendsten deutschen Autor des 20. Jahrhunderts halten. Sie treffen sich immer wieder auf Kongressen über deutsche Literatur, halten Vorträge über ihr Spezialgebiet und diskutieren über ihre Veröffentlichungen. Da sie in ihren Analysen weitgehend übereinstimmen, bilden sie gegenüber anderen Kollegen eine Fraktion, freunden sich an, telefonieren häufig miteinander und besuchen sich. Berufliches und privates mischt sich in der auf Symposien miteinander konkurrierenden, oft selbstreferentiellen Wissenschaftsszene. So werden ihre Beziehungen immer intimer und Norton geht eine sexuelle Beziehung sowohl mit Pelletier als auch mit Espinoza ein.
Durch weitere Romanveröffentlichungen und auch durch die Übersetzungen und Publikationen der Germanisten ist der inzwischen 80-jährige Archimboldi in der Literaturszene bekannt und Nobelpreis-Kandidat geworden. Da über sein Leben und seine Aufenthaltsorte nichts bekannt ist, entwickeln die Forscher den Ehrgeiz, ihn aufzuspüren und mit ihm über seine Werke zu sprechen. Nach wenig ergiebigen Recherchen bei seinem Verlag erfahren sie, dass er sich in Mexiko aufhalten soll. Norton, Pelletier und Espinoza folgen der Spur und reisen, während der an Multiple Sklerose leidende und auf einen Rollstuhl angewiesene Morini zu Hause bleibt, in die fiktive Stadt Santa Teresa in der nordmexikanischen Provinz Sonora. Dort hilft ihnen der an der Universität der Stadt lehrende chilenischen Professor Óscar Amalfitano bei der letztlich erfolglosen Suche. Nachdem sie erfahren, dass in Santa Teresa Frauen ermordet wurden, mehr als zweihundert Opfer, und viele Taten immer noch nicht aufgeklärt sind, bricht Liz Norton den Aufenthalt ab und reflektiert über ihr Leben, das ihr angesichts der Probleme Mexikos eitel und weltfremd vorkommt. Sie hat erkannt, dass sie den zurückhaltenden Morini liebt und mit ihm zusammenleben will. Pelletier und Espinoza verbringen vor ihrer Rückreise noch einige Zeit in Santa Teresa. Während der Spanier die Hoffnung aufgegeben hat, den Schriftsteller zu finden, und eine Affäre mit der jungen Teppichverkäuferin Rebeca hat, studiert Pelletier Romane Archimboldis und ist fest davon überzeugt, dass sich der Autor in Santa Teresa versteckt hat.

### Der Teil von Amalfitano
Der zweite Teil spielt nach der Ankunft des chilenischen Philosophie-Professors Óscar Amalfitano und seiner Tochter Rosa in Santa Teresa. Nach dem Ende seines Vertrags in Barcelona hat der 50-Jährige eine Anstellung an der Universität in Santa Teresa angenommen, aber er fühlt sich in der neuen Umgebung unwohl. Die Universität kommt ihm wie ein Friedhof vor, „der plötzlich in haltloses Reflektieren verfällt.“ Er ist müde und bedrückt, hat Ängste, wacht nachts aus Alpträumen auf, fühlt sich beobachtet und kontrolliert das Haus. Durch die Nachrichten von der Entführung und Ermordung junger Frauen ist er in Sorge um seine 17-jährige Tochter, die mit seiner Kollegin Silvia Pérez, einer alten Bekannten aus Argentinien und Spanien, die ihm bei der neuen Anstellung behilflich war, für eine Forcierung der schleppenden Aufklärung der Morde demonstriert. Er hört Stimmen, die ihn nach seiner Persönlichkeit, seiner Familiengeschichte, homosexuellen Neigungen usw. befragen, und fürchtet, dies seien Anzeichen eines beginnenden Wahnsinns. Auch kann er sich nicht erinnern, warum er ein Buch des galizischen Dichters Rafael Dieste über Geometrie mit nach Mexiko genommen hat, und hängt es, wie in einer „Readymade“- Aktion Duchamps, in seinem kleinen Garten an eine Wäscheleine, um die vom Wind bewegten Blätter zu beobachten. Er spekuliert über einen möglichen Jetlag als Ursache seiner Schmerzen. Diese Phantastereien verwandelten „den lange währenden, natürlichen und stets siegreichen Schmerz […] in einzelne Erinnerung, die menschlich ist und kurz und sich irgendwann davonstiehlt. Verwandelten eine barbarische Geschichte von Ungerechtigkeiten und Übergriffen, ein unzusammenhängendes Geheul ohne Anfang und Ende, in eine gut strukturierte Geschichte, in der die Möglichkeit, sich umzubringen, gewahrt blieb. […] Verwandelten die Flucht in Freiheit, mochte die Freiheit auch nur noch dienen, die Flucht fortzusetzen. Verwandelten das Chaos in Ordnung, wenngleich um den Preis dessen, was man gemeinhin Vernunft nennt“. Der sargähnliche Schatten von Diestes Buch erscheint „eindeutiger, gefestigter und vernünftiger als alles, was er in der Umgebung von Santa Teresa und in der Stadt selbst gesehen hatte, […] Bilder ohne Halt, Bilder, in denen die ganze Verwaistheit der Welt enthalten war, Fragmente, Fragmente“. Er erinnert sich immer wieder an Chile, seine Flucht vor der Pinochet-Diktatur und seine Ehe mit der Spanierin Lola, die ihn ca. 1986, zwei Jahre nach der Geburt Rosas verlassen hat, um einen von ihr geliebten wahnsinnigen Dichter aus der Anstalt Mondragon bei San Sebastian zu befreien, die dann jahrelang durch Frankreich vagabundiert ist und ihn 1991 noch einmal Aids-krank besucht hat.

### Der Teil von Fate
Hauptfigur des dritten Teils ist der für das Resort Politik und Gesellschaft bei der afroamerikanischen Zeitung „Schwarzen Morgen“ in Harlem, New York, schreibende 30-jährige schwarze Journalist Quincy Williams, der seine Artikel unter dem Namen Oscar Fate veröffentlicht. Als er gerade in Detroit den Schriftsteller Barry Seaman interviewt, erhält er den Auftrag, für eine Reportage über den Boxkampf von Count Pickett, einem Halbschwergewichtler aus New York, gegen den Mexikaner Merolino Fernández nach Santa Teresa zu reisen.
In Santa Teresa erfährt er von den rätselhaften Frauenmorden, vermutet einen großen Stoff für seine Zeitung und bietet seiner Redaktion an, einige Zeit in der Stadt zu bleiben und zu recherchieren. Die aus der Hauptstadt angereiste Journalistin Guadalupe Roncal weist ihn auf die gefährliche Mission hin und bittet ihn, sie ins Gefängnis zu begleiten. Sie soll für einen mit der Untersuchung beauftragten und daraufhin ermordeten Kollegen einen seit einiger Zeit inhaftierten Hauptverdächtigen, einen US-Amerikaner, besuchen und herausfinden, ob die Anschuldigungen gegen ihn nur als Ablenkungsmanöver der Behörden dient, um eventuell von einflussreichen mafiösen Gruppen abzulenken. Fate gerät in eine abenteuerliche Situation, als er beim Boxkampf durch Chucho Flores, Journalist einer Lokalzeitung und beim Rundfunk, die schöne Tochter des Professors Amalfitano kennenlernt und sich in sie verliebt. Rosa hat gerade ihr Verhältnis mit Flores wegen dessen Eifersuchtsattacken und Besitzansprüchen beendet, trifft sich aber weiterhin mit ihm, ihrer Freundin Rosa Méndez und ihren reichen Junkie-Freunden in der Disco-Party-Szene. Zum Abschluss des Abends fahren alle zum Haus des Videoladen-Besitzers Charley Cruz und zeigen Fate den Porno-Filmraum. Fate, für gesellschaftlich prekäre Situationen und geheime Machtstrukturen sensibilisiert, schöpft Verdacht, als die Frauen verschwunden sind. Er findet Rosa apathisch im Kokain-Rausch, kann sie überreden, nach Hause zu gehen und bringt sie gegen den Widerstand der Männer aus der Villa.
Professor Amalfitano fürchtet eine Racheaktion, denn alle könnten irgendwie in die Mordfälle verwickelt sein. Er rät Fate zur sofortigen Rückkehr in die USA und bittet ihn, seine Tochter über die Grenze mitzunehmen und zum nächsten Flughafen zu bringen, um nach Barcelona zu fliegen.

### Der Teil von den Verbrechen
Der vierte Teil handelt von aufsehenerregenden Kriminalfällen in Santa Teresa zwischen 1993, beginnend mit dem Leichenfund der 13-jährigen Esperanza Gómez Saldaña, und 1997. Im Mittelpunkt stehen die Vergewaltigungen und Morde an jungen Frauen, v. a. an entführten Mädchen, Prostituierten, Kellnerinnen, Maquiladora-Arbeiterinnen und Migrantinnen. Durch die in diesem Zusammenhang erzählten zahlreichen Einzel- und Familienschicksale entsteht ein breites Mosaikbild der heterogenen Gesellschaft und der schwer durchschaubaren kriminellen Strukturen in der Grenzregion zu den USA mit ihrer hohen Bevölkerungsfluktuation. Von den Morden betroffen sind v. a. Frauen der unteren sozialen Schichten mit ihrem ungesicherten Leben in den ärmlichen Unterkünften am Stadtrand, bei denen Vergewaltigungen ohne Todesfolge eine Alltagserscheinung sind und nicht angezeigt werden.
Die Beschreibung der sozialen Situation dieser Menschen ist verbunden mit der oft ergebnislosen Aufklärungsarbeit der durch die verschiedensten Delikte, u. a. Kirchenschändungen eines vermutlich Sakrophobie-Wahnsinnigen, überforderten Polizeiapparates, der zunehmend unter Erfolgszwang gerät und trotz harter Verhörmethoden meist nur die offensichtlichen Beziehungstaten von eifersüchtigen Verlobten oder Ehemännern aufklären kann. In vielen Fällen sind die Tatspuren an den oft in Außenbezirken der Stadt und auf Müllkippen gefundenen Leichen durch Verstümmelung oder Verwesung verwischt, was die Identifizierung erschwert oder unmöglich macht, zumal viele Frauen nicht als vermisst gemeldet wurden und in der Stadt unbekannt sind.
In der Bevölkerung kursieren Gerüchte über einen oder mehrere Serientäter, über Sex-Orgien der Jeunesse dorée, der Millionärssöhne, über Racheakte der Drogen- und der Menschenhandel-Prostitutions-Szene, über Snuff-Film-Produktionen, über die Schlepperbanden, die Migranten durch Mexiko in die USA transportieren, und die Verwicklung einzelner Polizisten in die Bandenstrukturen und ihre Schonung lokaler Eliten. In einer solchen angespannten Atmosphäre finden die Fernsehauftritte und Appelle der 70-jährigen Kräuterfrau und Hellseherin Florita Almada große Beachtung. Journalisten, u. a. Sergio González, und Beamte aus der Hauptstadt untersuchen, im Allgemeinen erfolglos, die Vorwürfe, die Behörden würden die Hintergründe der Taten vertuschen. Bekannte der Opfer und Zeugen haben Angst vor den brutalen Verhörmethoden. Es kommt oft zu schnellen Verhaftungen, aber es bestehen Zweifel, ob es die Täter sind. Ein Beispiel dafür ist, mit einem Rückgriff des Autors auf die lockere personelle Vernetzung der Romanteile, der 40-jährige Deutsch-Amerikaner Klaus Haas, ein Neffe Archimboldis. Er führt als US-Bürger in Santa Teresa ein Computer-Geschäft. Im Oktober 1995 wird er beschuldigt, eine Kundin, die Arbeiterin Estrella Ruiz Sandoval, ermordet zu haben. Beweise dafür gibt es nicht und die Mordserie setzt sich nach seiner Inhaftierung fort, aber er ist bekannt für seine sexuellen Beziehungen mit verschiedenen Frauen im Kellerraum seines Geschäfts, zudem enthält seine amerikanische Polizeiakte eine, allerdings wieder zurückgezogene, Anzeige eines Vergewaltigungsversuchs und eine Geldstrafe wegen Zuhälterei. Haas wird jahrelang inhaftiert, ohne dass eine Anklage vor Gericht erhoben wird. Er leugnet die ihm vorgeworfene Tat standhaft in mehreren Verhören und nennt in einer von seiner Anwältin organisierten Pressekonferenz, nach Informationen anderer Inhaftierter, als Täter die mit Drogenhändlern und Polizisten befreundeten Millionärssöhne Antonio und Daniel Uribe. Diese tauchen daraufhin unter und ihre Spuren werden von ihrem Milieu verwischt.
Als Reaktion auf die erfolglosen Nachforschungen, die sich in undurchschaubaren kriminellen Strukturen verlieren, beauftragt am Ende des vierten Romanteils die PRI-Abgeordnete Azucena Esqzivel Plata den Journalisten Sergio González Rodríguez mit der weiteren Aufklärung der Fälle, nachdem ihre Freundin Kelly, die Sex-Partys für die Millionäre auf Drogenranchs in der Wüste veranstaltete, spurlos verschwunden ist. Sie vertraut weder den behördlichen Ermittlungsorganen noch den Repräsentanten des Systems: „[D]ie Zeiten ändern sich, und auch der PRI muss sich ändern. Also bleibt mir nur die Presse […] wenn auch das System etliche Mängel hat, besitzen wir zumindest die freie Meinungsäußerung.“

### Der Teil von Archimboldi
In diesem Teil wird das Leben des geheimnisvollen deutschen Schriftstellers erzählt. Die Schilderung seiner Kindheit in den 1920er Jahren in einem Dorf an der Ostsee erinnert teilweise an ein Märchen: Hans, der Sohn eines von seinen Kriegserlebnissen verbitterten Einbeinigen, für den nur die Preußen Menschen sind, und einer Einäugigen, fühlt sich auf dem Meeresgrund wohler als auf dem Land, wo er sich nur als Entdecker und Besucher fühlt und verträumt herumläuft. Im Vergleich zu den anderen Kindern ist er ein Riese. Da er nicht elaboriert spricht, faul ist und nicht gerne zur Schule im „Dorf der geschwätzigen Mädchen“ geht, wird er 1933 nach verschiedenen kurzen Beschäftigungen Diener auf dem Gut des Barons von Zumpe. Später arbeitet er in Berlin als Nachtwächter. Er freundet sich mit dem Neffen des Barons, Hugo Halder, an, einem Geschäftsmann und Erfinder phantastischer Maschinen z. B. zur Erzeugung künstlicher Wolken. Dieser macht ihn mit der Literatur bekannt und Hans liest als ersten Roman Wolfram von Eschenbachs Parzival, in dem er sich als naiver Ritter im Narrenkleid wiedererkennt.
So zieht er 1939 als Infanterist in den Krieg nach Polen und wird trotz seiner Größe wie durch magische Kräfte von keiner Kugel getroffen. Mit seiner Truppe reist er quer durch Europa, erlebt jedoch in dieser Phase den Krieg eher passiv aus der Etappenperspektive: In der Normandie taucht er im Meer, in Rumänien kellnert er auf der düsteren Dracula Burg bei einem Treffen rumänischer und deutscher Offiziere und Literaten, das mit einer chaotischen Sexszene des Generals Entrescu mit der Baroness vom Zumpe in den labyrinthischen unterirdischen Gängen endet. Hans hört den Gesprächen der Gäste sowohl über das Heroische in der Kunst, den Tod, die Definition des Begriffes Mord, den Ruf des Blutes usw. zu als auch den Erzählungen über Dracula und über einen wahnsinnigen Mathematiker und Zahlendeuter, dessen Gesichtsausdruck der leeren Frömmigkeit und des „unermessliche[n]s Grauen[s]“ metaphorisch verglichen wird mit dem „Geist“ oder dem „Schatten oder der Idee“ eines „tatarischen Reiters“, der mit gefülltem Wasserbeutel in die „Steppe hinausgaloppiert und dabei immer kleiner wird, bis er ganz verschwindet“, und der von seiner Reise mit seinem leeren Fellbeutel ohne Wasser zurückkehrt.
Von Rumänien aus greift Reiters Division im Juni 1941 die Sowjetunion an. Er meldet sich zu Selbstmord-Kommandos, wird an der Kehle verwundet, kommt in ein ukrainisches Krankenhaus und dann zur Genesung in ein Quartier in einem von den deportierten Juden verlassenen Dorf. In einem Holzhaus findet er die Aufzeichnungen von Boris Abramowitsch Ansky, die v. a. von dessen Begegnung mit dem Science-Fiction-Autor Ephraim Iwanow und dessen Roman „Die Dämmerung“ handelt. Iwanow wird zuerst als großer Dichter gefeiert und dann als Konterrevolutionär erschossen. Anskys Aufzeichnung spiegeln an Iwanows Beispiel den Zerfall der revolutionären Bewegung in chaotischen Machtkämpfen. Reiter ist von Anskys Aufzeichnungen sehr beeindruckt und liest sie immer wieder.
Im Sommer 1942 kehrt er zu seiner Division zurück, die ein Jahr lang im Kaukasus kämpft, bevor sie sich nach Westen zurückziehen muss. Die Truppe löst sich zunehmend auf und Reiter erkennt, wie Ansky in der Geschichte der russischen Revolution, dass „das Trugbild […] eine Besatzungsmacht der Wirklichkeit“ ist, „die noch die äußersten Bereiche der Wirklichkeit kontrolliert[-]“, und dass für viele Deutsche der „Nationalsozialismus […] das zu absoluter Herrschaft gelangte Trugbild“ war und dass dies für große Bereiche des alltäglichen Lebens und auch für die Liebe gilt: „Jugend ist das Trugbild der Stärke, die Liebe das Trugbild des Friedens“.
Im Mai 1945 stellt Reiter sich, nach Deutschland zurückgekehrt, den Amerikanern und kommt in ein Gefangenenlager in Ansbach. Sein Bettnachbar Leo Sammer, Amtsleiter in einem besetzten polnischen Dorf, erzählt ihm zu seiner Gewissenserleichterung, wie gegen Ende des Krieges in seinem Bezirk irrtümlich ein Transport von 500 Juden aus Griechenland ankam und die Behörden sich mit bürokratischen Argumenten gegenseitig die Lösung zuschoben: Rücktransport, Weitertransport nach Auschwitz, Einsatz als Landarbeiter, Aufbau eines Lagers, Versorgung usw. Schließlich bekam er von einer vorgesetzten Dienststelle den nur telefonisch erteilten Auftrag, die Juden ohne Aufsehen zu liquidieren. Seine Polizisten und einige Bauern erschießen nach und nach die Gefangenen und mit Lebensmitteln bezahlte polnische Jugendliche vergraben sie in einer abgelegenen Schlucht. Nun fürchtet Sammer, von den Amerikanern vor Gericht gestellt zu werden. Reiter erwürgt den Schreibtisch-Täter in einer Nacht und verlässt kurze Zeit darauf unbemerkt das Lager.
In Köln arbeitet er als Türsteher in einer Bar, hat sexuelle Beziehungen mit Prostituierten, die er an nordamerikanische und britische Soldaten vermittelt. Eines Tages trifft er vor dem Lokal seine Freundin Ingeborg Bauer, an die er sich kaum mehr erinnern kann: „Der Krieg hat viel mit Amnesie zu tun“. Während eines Fronturlaubs in Berlin hat ihn die damals 16-Jährige, die ihm ein Bisschen verrückt vorkam, weil sie an nichts als an Gewitter und die Menschen opfernden Azteken glaubte, als ihren Freund ausgewählt und ihn dazu verführt, auf die Azteken zu schwören, dass er sie nie vergessen werde. Nun lebt sie nerven- und lungenkrank im Kölner Rotlicht-Milieu. Reiter nimmt die inzwischen 20-Jährige bei sich auf und beide versorgen gemeinsam ihren Haushalt, lesen gern und erzählen sich ihre sexuellen Erlebnisse.
Reiter beginnt im Alter von 26 Jahren mit dem Schreiben seines ersten Romans „Lüdicke“. Als Pseudonym wählt er eine Variation des im Manuskript Anskys erwähnten Namens Arcimboldo: Benno von Archimboldi. Die Schreibmaschine für Kopien leiht er von einem Schriftsteller, der sich vom Schreiben befreit hat und sich erleichtert auf das Lesen beschränkt, weil er Angst hat, nie ein Nobel-Preis-würdiges Meisterwerk hervorzubringen, sondern nur zu plagiieren: „Jedes zweitklassige Werk hat einen geheimen Autor […] Spiel und Selbsttäuschung sind die Augenbinde und die Triebkraft zweitklassiger Schriftsteller. Außerdem sind sie ihnen das Versprechen künftigen Glücks“.
Bei der Suche nach einem Verlag trifft er immer wieder ehemalige Soldaten, die ihre Kriegs- und Nachkriegserfahrungen austauschen: Fallschirmjäger-Kriegshelden, Bombenteppiche der Alliierten, verschüttete Soldaten in Mondlandschaften, Beschuldigungen, die NS-Diktatur unterstützt zu haben, Entlastungsversuche, Angst der NSDAP-Mitglieder, keine gute Stelle mehr zu bekommen, Schwarzmarktgeschäfte mit den Besatzungssoldaten und der Sexualtrieb, „bedauerlicherweise das Letzte, was der Mensch verliert, wo es das erste sein sollte“.
Dem in der NS-Zeit emigrierten und nach dem Krieg nach Hamburger zurückgekehrten Verleger Jacob Bubis gefällt Archimboldis Roman. Er publiziert ihn und bittet seine junge Frau, die ehemalige Baroness von Zumpe, auch nach seinem Tod den talentierten Jungschriftsteller zu beschützen. Sie hat zu diesem Zeitpunkt bereits damit begonnen und hält ihr Versprechen, auch nachdem sie als Bubis Witwe den Verlag weiterführt. Im Hotel erzählt sie Hans von ihren glücklichen, exotischen Reisen während des Krieges durch Europa mit Empfängen in deutschen Botschaftern. Er berichtet ihr, während sie miteinander Sex haben, vom Kreuzigungstod ihres rumänischen Liebhabers Entrescu durch seine Soldaten, was sie mit der Bemerkung kommentiert, das hätte dem mutigen General sicher gefallen. Wie später in Paris ein bein- und armamputierter Hauptmann Entrescus dessen durch illegale Geschäfte reich gewordenen Stellvertreter Popescu erzählt, waren damals die rumänischen Soldaten am Ende ihrer Kraft. Während ein Trupp beim Ausheben von Schützengräben auf ein Knochenfeld stieß, tötete eine Gruppe vor Hunger wahnsinniger Soldaten den General und nagelte ihn an ein Kreuz. Popescu lässt den Zeugen der dunklen Vergangenheit durch seine Leibwächter liquidieren und erweitert seine geschäftlichen Beziehungen nach Honduras, wo er an einer für Tegucigalpa projektierten und nie gebauten U-Bahn viel Geld verdient.
Obwohl von Archimboldis Erstling trotz den ermutigenden Kritiken nur wenige Exemplare verkauft werden, verlegt Bubis auch die nächsten ebenso wenig erfolgreichen Werke: Die grenzenlose Rose, Die Ledermaske, die Flüsse Europas und das Algenbuch Bifurcaria bifurcata. Durch sein Schreiben gewinnt Hans Selbstvertrauen und erreicht eine Stabilisierung seines Alltags. Seine Buchprojekte sind in seinen Augen „ein Spiel […] und auch ein Geschäft, ein Spiel in dem Maße, wie er am Schreiben Vergnügen fand, ähnlich wie es einem Detektiv Vergnügen macht, den Mörder zu entlarven, und ein Geschäft in dem Maße, wie die Veröffentlichung seiner Werke ihm ein, wie immer auch bescheidenes Zubrot zu seinem Lohn als Türsteher bescherte“.
Zur Genesung von Ingeborgs Tuberkuloseerkrankung reist Hans mit ihr in das Allgäu, zuerst für acht Monate nach Kempten, dann in ein Dorf an der österreichischen Grenze und später nach Italien, wo Ingeborg beim Schwimmen in der Adria ertrinkt. Reiter bleibt im Mittelmeerraum, v. a. auf griechischen Inseln und in Venedig, wo er als Gärtner arbeitet und weitere, teils erfolgreiche, Romane schreibt: Erbschaft, Der Heilige Thomas, Die Blinde, Das Schwarze Meer, Letaea, Der Losverkäufer, Der Vater und, als letztes Werk, Die Rückkehr.
Am Ende des fünften Romanteils wird der Santa-Teresa-Handlungsstrang wieder aufgenommen: Lotte Haas, die Schwester Hans Reiters, erhält 1995 die Nachricht von der Inhaftierung ihres Sohnes Klaus, der nach einer problematischen Jugendzeit, Beteiligung an einem Autodiebstahl und am sexuellen Missbrauch an einer italienischen Arbeiterin, einer Einweisung in eine Besserungsanstalt und wechselnden Beschäftigungen 1980 in die USA ausgewandert ist und mit dem sie in der Zwischenzeit keinen Kontakt mehr hat. Jetzt reist sie jedes Jahr bis 1999 nach Mexiko, besucht ihren Sohn im Gefängnis und berät sich mit seiner Anwältin. 1997 spricht das Gericht Haas in vier Mordfällen schuldig und hebt ein Jahr später nach seinem Einspruch das Urteil wieder auf. Während ihrer letzten Reise 2001 entdeckt Lotte, dass ihr Bruder unter dem Namen Archimboldi ein bekannter Schriftsteller geworden ist. In ihren Mädchenträumen erschien er ihr als Riese, der sie beschützt, nun bittet sie ihn, ihren Sohn bei dem neuen Prozess zu unterstützen. Er fliegt sofort nach Mexiko.

## Entstehungs- und Publikationsgeschichte
Als Roberto Bolaño 2003 starb, hinterließ er 2666 als unvollendetes Werk. Die Materialien dazu hat er bereits ca. fünfzehn Jahre vor der Publikation gesammelt und die Beschäftigung mit der Figur des Benno von Archimboldi ist zumindest seit 1998 belegt. Informationen über Orte, an denen er noch nie gewesen war, wie Ciudad Juárez, und über die Frauenmorde in dieser Stadt erhielt er von Kollegen und Freunden wie Sergio González Rodríguez, der seit 1995 vor Ort recherchierte. In einem Interview, das im Januar 2001, im Entstehungsprozess des Werkes, veröffentlicht wurde, klagte der Autor über seine anstrengende Arbeit: „2666 ist eine so tierische Arbeit, dass sie meine Gesundheit zerstören kann, die ohnehin schon empfindlich ist.“
Nach Aussagen Jorge Herraldes, des Direktors des Anagrama-Verlags, plante Bolaño zunächst, das Buch als ein einziges großes Werk von mehr als tausend Seiten zu publizieren, später dachte er an eine Teilung in zwei Bände und kurz vor seinem Tod entschied er sich für fünf kleine Romane, die in jährlichem Abstand veröffentlicht und somit leichter verkauft werden sollten. In der „Vorbemerkung der Erben des Autors“ begründen diese die Entscheidung für die ursprüngliche Planung und danken dem Literaturkritiker Ignazio Echevarria, der die hinterlassenen Aufzeichnungen gesichtet und für die postume Veröffentlichung 2004 lektoriert hat, für seine Arbeit. Bolaños Witwe Carolina López übernahm zunehmend die Verwaltung und Publikation des literarischen Erbes, trennte sich von Echevarria und wechselte vom Anagrama zum Alfaguara Verlag.
Im Jahr 2016 legte Alfaguara 2666 neu auf: mit Abbildungen aus den Schreibnotizbüchern des Autors und ohne die „Notiz der Erben“ aus der Erstauflage. Dadurch können, nach der Meinung des Kritikers Alejandro Martínez, neue Erkenntnisse über den Roman gewonnen werden.

## Titel
Der Titel ist dem Nachwort von Ignacio Echevarría, einem Freund und engen Vertrauten des Autors, zufolge, als Jahreszahl gemeint. Echevarría zitiert dazu aus Bolaños Roman Amuleto: „Die Avenida ähnelt um diese Stunde vor allem einem Friedhof, aber weder einem Friedhof von 1974 noch einem von 1968 oder 1975, sondern einem Friedhof im Jahre 2666, einem Friedhof, vergessen hinter einem toten oder ungeborenen Augenlid, dem wässrigen Rest eines Auges, das, weil es etwas vergessen möchte, am Ende alles vergessen hat.“
In ihren Versuchen, diese rätselhafte Friedhofs-Metaphorik zu deuten, weisen einige Interpreten auf die biblische Zahl Sechshundertsechsundsechzig aus der Apokalypse (Offb. 13, 18) hin, die in der Zahlenmystik des Okkultismus und der Esoterik von Bedeutung ist. Dementsprechend vermutet Larry Rohter, dass Bolaño der Jahreszahl offenbar eine apokalyptische Qualität zuspricht. Emmanuel Bouju sieht in der Kombination des Zeichens des Bösen (666) mit dem neuen Jahrtausend u. a. eine metaphorische Vision für das heutige Mexiko. Bouju erklärt die Zahl auch als Chiffre auf Bolaños mehrteiliges Roman-Werk mit seinen an Eschers Treppen erinnernden paradoxen endlosen Strukturen: Das Folgende kann das Vorhergehende sein, Oberfläche kann Tiefe, der Eingang der Ausgang, die Antwort die Frage sein usw. Alles sei Optische Täuschung, „Illusion, die durch die außergewöhnliche Lücke zwischen der konkreten Dicke des narrativen Details an jeder Stelle des Romans und der Ausdehnung des durchquerten Textraums ermöglicht wird; Oder genauer gesagt, die Illusion, die die Erzählung ermöglicht, wenn sie ihre Elemente in einer spiralförmigen Bewegung führt, einem Abstieg in einen schwindelerregenden Strudel.“

## Rezeption
Wie die große Mehrheit der vom Roman begeisterten internationalen Literaturkritiker äußerten sich 2009 auch viele Rezensenten der deutschen überregionalen Presse nach der Publikation der Übersetzung von Christian Hansen:
- „[G]roße weltliterarische Entdeckung der vergangenen zehn Jahre“ und „ein Meilenstein der literarischen Evolution“. Bei der Frage, ob es sich um einen absurden Alptraum oder einen realistischen Roman handelt, sei wohl das Letztere die richtige Antwort.[32]
- „Meisterwerk. Das aufregendste Buch eines lateinamerikanischen Schriftstellers seit Gabriel Garcia Márquez“, eine „Art wuselnd bewegtes Schreckenspanorama, in dem bizarre Schönheit und Mord und Totschlag sich so zwingend und logisch verbinden, wie es sonst nur in Träumen geschieht“. Obwohl kein Rätsel und keine Story dieses Romans je restlos aufgeklärt und die Handlungsstränge immer wieder abgebrochen werden, sei man als Leser nie gekränkt oder ermüdet.[33]
- „Leitstern am Firmament der Weltliteratur“[34]
- „[G]roßes, überschäumendes Werk“, in dem der Autor scheinbar entfernte Lebens- und Todessphären nebeneinanderstelle, in dem er seine Literaturwissenschaftler in eine Welt führe, „in der Spiel und Terror, Kunst und Gewalt durch Flügeltüren miteinander verbunden sind“.[35]
- Für 2666 müsse man „eine neue Bezeichnung in der Literaturgeschichte einführen: bolañoesk“.[36]
- Bolaño nehme den Leser mit „auf eine Höllenfahrt, auf was für eine.“[37]
- Der Versuch des Autors, „die Welt in ihrer Totalität zu erfassen“ führe in den Abgrund, Santa Teresa sei „eine Metapher für den Wahnsinn der globalisierten Welt, aber auch Realität“. Von der linken Utopie der Erlösung sei in 2666 „die Verwandlung des Schmerzes in Form übrig geblieben und der Versuch, in einer erodierenden Wirklichkeit die Würde des Ich und die Souveränität der Sprache zu bewahren“. Aber die Sprache müsse den Leser nicht erheben, sie könne ihn auch vernichten.[38]
- In einem Teil des Romans entwerfe Roberto Bolaño das „präzise Bild einer durch Drogenökonomien und neoliberalem Dritte-Welt-Kapitalismus aus den Fugen geratenen Grenzregion“, in der Gewalt strukturell und gesellschaftlich ebenso verankert sei, wie der Mangel an Widerstand gegen diese Verhältnisse. Ein anderer führe ins von den Radikalismen des 20. Jahrhunderts geprägte Europa. Trotz ihrer Schwierigkeiten, die im Roman beschriebenen Grausamkeiten zu lesen, wird Bolaños Fähigkeit gewürdigt, „mit leichter Geste, ohne sichtbare Anstrengung verschiedene Welten zu verknüpfen. So sei die Lektüre insgesamt ein seltenes Vergnügen“.[39]

Dem allgemeinen Lob gegenüber stehen nur kleine Einschränkungen:
- z. B. das Bedauern, dass durch den Tod des Autors nur ein „gigantischer Torso“ anstelle eines fertigen, autorisierten Romanes publiziert worden sei.[40]
- Bolaños Vermächtnis sei „ungeheuerlich“. Er wage sich „hinab in die Grabkammern der Gegenwart“. Zwar sei 2666 nicht in allen Teilen brillant und insbesondere in der Geschichte des deutschen Schriftstellers mitunter nicht recht plausibel, doch „aufregender könne ein Roman nicht sein“.[41]

## Auszeichnungen
- Premio Ciudad de Barcelona 2004
- Premio Salambó (Barcelona) 2004
- Premio Altazor de las Artes Nacionales de Chile 2005
- Santiago Municipal Literature Award 2005
- National Book Critics Circle Award 2008.
- Bestes Belletristik-Buch des Jahres 2008 (Time)[42]
- Aufnahme in die neue Zeit-Bibliothek der Weltliteratur „100 Bücher, 100 Gefährten“[43]

## Adaption
- Teatre Lliure in Barcelona. Uraufführung am 29. Juni 2007 im Rahmen des Grec-Festivals. Regie: Àlex Rigola. Drehbuch Pablo Ley und Alex Rigola. Spielzeit: 5 Stunden.[44] Max Award 2008 für das beste Theaterstück.[45][46]

Gastspiele in Madrid, Granada, Las Palmas (Teatro Cuyàs des Cabildo de Gran Canaria), Paris, Santiago de Chile u. a. sowie beim Internationalen Festival von Santiago a Mil 2008
- Goodman Theater in Chicago. Uraufführung: 6. Februar 2016. Robert Falls (künstlerische Leitung), Seth Bockley (Dramaturgie und Regie).[48][49]
- Julien Gosselins Kollektiv Si vous pouiez lécher mon cœur. Premiere der ca. zwölfstündigen Show: 18. Juni 2016 im Théâtre Phénix cène Nationale in Valenciennes. Weitere Aufführungen während einer Frankreich-Tournee: 70. Festival d'Avignon, Théâtre National de Strasbourg, Odéon-Théâtre de l'Europe (Paris) im Rahmen des Festival d'Automne.[50], 70. Festival d'Avignon, Théâtre national de Toulouse, MC2 Maison de la Culture de Grenoble, Stadsschouwburg Amsterdam, La Filature, Scène nationale – Mulhouse, Le Quartz – Scène nationale de Brest.

## Ausgaben
- Roberto Bolaño: 2666. 10. Aufl. Editorial Anagrama, Barcelona 2009, ISBN 978-84-339-7318-4 (Narrativas hispánicas; 366).
- Roberto Bolaño: 2666. Hanser, München 2009, ISBN 978-3-446-23396-6.
- Roberto Bolaño: 2666. Fischer Taschenbuch, Frankfurt am Main, 2011, ISBN 978-3-596-18784-3